# United States Collegiate Athletic Association
United States Collegiate Athletic Association (USCAA) es una asociación compuesta por 77 instituciones universitarias de pequeño tamaño de los Estados Unidos de América que organiza competiciones deportivas entre las universidades que la componen. 
En la USCAA se compite en 9 deportes de equipo, 7 masculinos y 5 femeninos:
| Masculino: - Fútbol - Baloncesto - Campo a través - Béisbol - Fútbol americano - Golf - Lucha | Femenino: - Fútbol - Baloncesto - Campo a través - Sófbol - Voleibol |

Se trata de una organización similar a la NCAA y a la NAIA, aunque mucho más pequeña.
Su sede está situada en Newport News (Virginia).

## Historia
Se fundó en 1966 con el nombre de National Little College Association como liga de baloncesto. Posteriormente fue añadiendo deportes y en 1989 cambió de nombre a National Small College Association. En 2001 volvió a cambiar de nombre al actual. 